# Three Lock Box
| Recensione | Giudizio |
| ---------- | -------- |
| AllMusic   | [ 1 ]    |

Three Lock Box è il settimo album di Sammy Hagar, uscito nel 1982.

## Tracce
1. "Three Lock Box" - 3:22 -  (Sammy Hagar)
2. "Remote Love" - 3:54  -  (Sammy Hagar)
3. "Remember the Heroes" - 5:58 -  (Jonathan Cain, Sammy Hagar)
4. "Your Love Is Driving Me Crazy" - 3:30 -  (Sammy Hagar)
5. "In the Room" - 3:42 -  (Sammy Hagar)
6. "Rise of the Animal" - 5:30 -  (Sammy Hagar)
7. "I Wouldn't Change a Thing" - 3:19 -  (Sammy Hagar)
8. "Growing Up" - 3:16 -  (Sammy Hagar)
9. "Never Give Up" - 3:14 -  (Olsen, Pasqua)
10. "I Don't Need Love" - 3:08 -  (Bill Church, Sammy Hagar, David Lauser, Gary Pihl)

## Formazione
- Sammy Hagar - voce, chitarra
- David Lauser - batteria
- Bill Church - basso
- Gary Pihl - chitarra

### Altri musicisti
- Jonathan Cain: Tastiere
- Alan Pasqua: Tastiere
- Richard Page: Cori